# Max Finkgräfe
Max Finkgräfe (Mönchengladbach, 2004. március 27. –) német korosztályos válogatott labdarúgó, az RB Leipzig játékosa.

## Pályafutása

### Klubcsapatokban
Ifjúsági szinten a Fortuna Düsseldorf, Borussia Dortmund, Borussia Mönchengladbach, SG Unterrath és az 1. FC Köln csapataiban játszott. 2023. április 23-án profi szerződést írt alá a Kölnnel, amely 2025 nyaráig szólt. A 2022–23-as szezonban az U19-es csapattal megnyerte a junior német kupát. 2023. augusztus 19-én mutatkozott be csereként a Borussia Dortmund ellen 1–0-ra elvesztett bajnoki találkozón. Szeptember 16-án a tartalékoknál bemutatkozott a Schalke II ellen 2–1-re megnyert bajnoki mérkőzésen. Október végén gólt szerzett az SC Wiedenbrück és az SC Paderborn 07 II ellen. 2024. február 11-én az első csapatban is megszerezte az első gólját a TSG 1899 Hoffenheim ellen 1–1-re végződő bajnoki találkozón. A 2024-25-ös szezont a másodosztályban töltötte a klubbal, amelyet végül megnyertek és visszajutottak az élvonalba.
2025. július 3-án ötéves szerződést írt alá az RB Leipziggel.

### A válogatottban
2024. novemberében Christian Wörns, a német U20-as válogatott szövetségi edzője behívta Anglia és Törökország elleni mérkőzésekre. November 15-én az angolok ellen mutatkozott be a 66. percben Damion Downs cseréjeként a 4–0-ra elvesztett találkozón.

## Statisztika
2025. május 23-i állapot szerint.
| Klub          | Szezon   | Bajnokság         | Bajnokság | Bajnokság | Kupa  | Kupa  | Nemzetközi | Nemzetközi | Egyéb | Egyéb | Összesen | Összesen |
| Klub          | Szezon   | Osztály           | Mérk.     | Gólok     | Mérk. | Gólok | Mérk.      | Gólok      | Mérk. | Gólok | Mérk.    | Gólok    |
| ------------- | -------- | ----------------- | --------- | --------- | ----- | ----- | ---------- | ---------- | ----- | ----- | -------- | -------- |
| 1. FC Köln II | 2023–24  | Regionalliga West | 8         | 2         | —     | —     | —          | —          | —     | —     | 0        | 0        |
| 1. FC Köln II | Összesen | Összesen          | 8         | 2         | 0     | 0     | 0          | 0          | 0     | 0     | 8        | 2        |
| 1. FC Köln    | 2023–24  | Bundesliga        | 24        | 1         | 0     | 0     | —          | —          | —     | —     | 24       | 1        |
| 1. FC Köln    | 2024–25  | Bundesliga 2      | 14        | 0         | 2     | 0     | —          | —          | —     | —     | 16       | 0        |
| 1. FC Köln    | Összesen | Összesen          | 38        | 1         | 2     | 0     | 0          | 0          | 0     | 0     | 40       | 1        |
| RB Leipzig    | 2025–26  | Bundesliga        | 0         | 0         | 0     | 0     | —          | —          | —     | —     | 0        | 0        |
| RB Leipzig    | Összesen | Összesen          | 0         | 0         | 0     | 0     | 0          | 0          | 0     | 0     | 0        | 0        |
| Összesen      | Összesen | Összesen          | 46        | 3         | 2     | 0     | 0          | 0          | 0     | 0     | 48       | 3        |

## Sikerei, díjai
- 1. FC Köln
  - Bundesliga 2: 2024–25[13]